# Hamars
Hamars és un municipi francès situat al departament de Calvados i a la regió de Normandia. L'any 2007 tenia 416 habitants.

## Demografia

### Població
El 2007 la població de fet de Hamars era de 416 persones. Hi havia 156 famílies de les quals 24 eren unipersonals (12 homes vivint sols i 12 dones vivint soles), 60 parelles sense fills, 68 parelles amb fills i 4 famílies monoparentals amb fills.
La població ha evolucionat segons el següent gràfic:
Habitants censats

### Habitatges
El 2007 hi havia 193 habitatges, 161 eren l'habitatge principal de la família, 19 eren segones residències i 13 estaven desocupats. 187 eren cases i 3 eren apartaments. Dels 161 habitatges principals, 128 estaven ocupats pels seus propietaris, 29 estaven llogats i ocupats pels llogaters i 4 estaven cedits a títol gratuït; 1 tenia una cambra, 5 en tenien dues, 32 en tenien tres, 45 en tenien quatre i 78 en tenien cinc o més. 147 habitatges disposaven pel capbaix d'una plaça de pàrquing. A 69 habitatges hi havia un automòbil i a 85 n'hi havia dos o més.

### Piràmide de població
La piràmide de població per edats i sexe el 2009 era:
| Homes | Edats   | Dones |
| ----- | ------- | ----- |
| 0     | 95 o +  | 0     |
| 0     | 90 a 94 | 0     |
| 0     | 85 a 89 | 0     |
| 4     | 80 a 84 | 0     |
| 8     | 75 a 79 | 16    |
| 4     | 70 a 74 | 16    |
| 4     | 65 a 69 | 4     |
| 8     | 60 a 64 | 4     |
| 16    | 55 a 59 | 8     |
| 32    | 50 a 54 | 12    |
| 24    | 45 a 49 | 36    |
| 4     | 40 a 44 | 16    |
| 16    | 35 a 39 | 0     |
| 20    | 30 a 34 | 12    |
| 8     | 25 a 29 | 8     |
| 24    | 20 a 24 | 8     |
| 32    | 15 a 19 | 8     |
| 20    | 10 a 14 | 8     |
| 4     | 5 a 9   | 8     |
| 4     | 0 a 4   | 0     |

## Economia
El 2007 la població en edat de treballar era de 299 persones, 225 eren actives i 74 eren inactives. De les 225 persones actives 208 estaven ocupades (112 homes i 96 dones) i 17 estaven aturades (11 homes i 6 dones). De les 74 persones inactives 30 estaven jubilades, 21 estaven estudiant i 23 estaven classificades com a «altres inactius».

### Ingressos
El 2009 a Hamars hi havia 169 unitats fiscals que integraven 421,5 persones, la mediana anual d'ingressos fiscals per persona era de 17.493 €.

### Activitats econòmiques
Dels 9 establiments que hi havia el 2007, 1 era d'una empresa extractiva, 3 d'empreses de construcció, 3 d'empreses de comerç i reparació d'automòbils, 1 d'una empresa de transport i 1 d'una empresa d'informació i comunicació.
Els 2 serveis als particulars que hi havia el 2009 eren lampisteries.
L'únic establiment comercial que hi havia el 2009 era una floristeria.
L'any 2000 a Hamars hi havia 13 explotacions agrícoles que ocupaven un total de 459 hectàrees.

## Poblacions més properes
El següent diagrama mostra les poblacions més properes.